# Nederlandse kampioenschappen schaatsen sprint 2009
De Nederlandse Kampioenschappen Sprint 2009 werden op 3 en 4 januari gehouden in Groningen.
Op de ijsbaan Kardinge verdedigde alleen de sprintkampioen van 2008 bij de mannen, Jan Bos, zijn titel. Marianne Timmer, de sprintkampioene bij de vrouwen, moest vanwege een liesblessure afzien van deelname. Het NK Sprint 2009 werd voor de negende keer in Groningen gehouden, waarvan acht in de afgelopen twaalf jaar.
De titel bij de vrouwen bleef in de DSB-schaatsploeg. Margot Boer veroverde in Groningen, waar voor de negende keer het NK Sprint werd gehouden, haar eerste nationale sprinttitel. Bij de mannen ging de titel naar Stefan Groothuis, die met ruime voorsprong de concurrentie voorbleef en zo na 2006 voor de tweede maal tot Nederlands beste sprinter werd gehuldigd.
| Datum                   | Onderdeel                                                               |
| ----------------------- | ----------------------------------------------------------------------- |
| zaterdag 3 januari 2009 | 500 meter vrouwen 500 meter mannen 1000 meter vrouwen 1000 meter mannen |
| zondag 4 januari 2009   | 500 meter vrouwen 500 meter mannen 1000 meter vrouwen 1000 meter mannen |

## 500 meter, 1e run
| rang   | schaatsster          | tijd  |
| ------ | -------------------- | ----- |
| Goud   | Margot Boer          | 39,60 |
| Zilver | Natasja Bruintjes    | 39,79 |
| Brons  | Laurine van Riessen  | 40,22 |
| 4      | Mayon Kuipers        | 40,30 |
| 5      | Marrit Leenstra      | 40,48 |
| 6      | Frederika Buwalda    | 40,55 |
| 7      | Thijsje Oenema       | 40,63 |
| 8      | Paulien van Deutekom | 40,79 |
| 9      | Wieteke Cramer       | 40,93 |
| 10     | Jorien Voorhuis      | 41,09 |

| rang   | schaatser        | tijd     |
| ------ | ---------------- | -------- |
| Goud   | Stefan Groothuis | 35,86 BR |
| Zilver | Jan Smeekens     | 36,07    |
| Brons  | Jan Bos          | 36,15    |
| 4      | Ronald Mulder    | 36,24    |
| 5      | Erben Wennemars  | 36,27    |
| 6      | Simon Kuipers    | 36,28    |
| 7      | Sjoerd de Vries  | 36,38    |
| 8      | Lars Elgersma    | 36,40    |
| 9      | Beorn Nijenhuis  | 36,42    |
| 10     | Mark Tuitert     | 36,50    |

## 1000 meter, 1e run
| rang   | schaatsster          | tijd    |
| ------ | -------------------- | ------- |
| Goud   | Paulien van Deutekom | 1.19,29 |
| Zilver | Marrit Leenstra      | 1.19,70 |
| Brons  | Margot Boer          | 1.19,75 |
| 4      | Laurine van Riessen  | 1.19,76 |
| 5      | Natasja Bruintjes    | 1.20,72 |
| 6      | Annette Gerritsen    | 1.20,74 |
| 7      | Ireen Wüst           | 1.21,14 |
| 8      | Wieteke Cramer       | 1.21,19 |
| 9      | Jorien Voorhuis      | 1.21,28 |
| 10     | Anice Das            | 1.21,76 |

| rang   | schaatser        | tijd       |
| ------ | ---------------- | ---------- |
| Goud   | Stefan Groothuis | 1.10,40 BR |
| Zilver | Erben Wennemars  | 1.10,82    |
| Brons  | Mark Tuitert     | 1.11,24    |
| 4      | Jan Bos          | 1.11,33    |
| 5      | Simon Kuipers    | 1.11,52    |
| 6      | Sjoerd de Vries  | 1.11,73    |
| 7      | Beorn Nijenhuis  | 1.11,77    |
| 8      | Lars Elgersma    | 1.12,14    |
| 9      | Yuri Solinger    | 1.12,93    |
| 10     | Pim Schipper     | 1.12,97    |

## 500 meter, 2e run
| rang   | schaatsster         | tijd     |
| ------ | ------------------- | -------- |
| Goud   | Annette Gerritsen   | 39,04 BR |
| Zilver | Margot Boer         | 39,49    |
| Brons  | Thijsje Oenema      | 39,65    |
| 4      | Natasja Bruintjes   | 39,71    |
| 5      | Mayon Kuipers       | 40,21    |
| 6      | Laurine van Riessen | 40,48    |
| 7      | Anice Das           | 40,54    |
| 8      | Marrit Leenstra     | 40,69    |
| 9      | Wieteke Cramer      | 40,87    |
| 10     | Frederika Buwalda   | 40,89    |

| rang   | schaatser         | tijd     |
| ------ | ----------------- | -------- |
| Goud   | Jan Smeekens      | 35,84 BR |
| Zilver | Simon Kuipers     | 36,01    |
| Brons  | Mark Tuitert      | 36,02    |
| 4      | Stefan Groothuis  | 36,03    |
| 5      | Beorn Nijenhuis   | 36,15    |
| 6      | Erben Wennemars   | 36,20    |
| 7      | Jan Bos           | 36,21    |
| 8      | Ronald Mulder     | 36,22    |
| 9      | Jacques de Koning | 36,29    |
| 10     | Lars Elgersma     | 36,60    |

## 1000 meter, 2e run
| rang   | schaatsster            | tijd    |
| ------ | ---------------------- | ------- |
| Goud   | Marrit Leenstra        | 1.19,17 |
| Zilver | Margot Boer            | 1.19,54 |
| Brons  | Paulien van Deutekom   | 1.19,71 |
| 4      | Natasja Bruintjes      | 1.19,76 |
| 5      | Laurine van Riessen    | 1.19,87 |
| 6      | Anice Das              | 1.20,76 |
| 7      | Wieteke Cramer         | 1.21,11 |
| 8      | Frederika Buwalda      | 1.21,36 |
| 9      | Maren van Spronsen     | 1.21,65 |
| 10     | Annouk van der Weijden | 1.22,03 |

| rang   | schaatser         | tijd       |
| ------ | ----------------- | ---------- |
| Goud   | Stefan Groothuis  | 1.10,12 BR |
| Zilver | Mark Tuitert      | 1.10,48    |
| Brons  | Erben Wennemars   | 1.10,77    |
| 4      | Jan Bos           | 1.10,87    |
| 5      | Sjoerd de Vries   | 1.11,15    |
| 6      | Beorn Nijenhuis   | 1.11,51    |
| 7      | Lars Elgersma     | 1.11,91    |
| 8      | Jacques de Koning | 1.11,92    |
| 9      | Simon Kuipers     | 1.11,94    |
| 10     | Ronald Mulder     | 1.12,03    |

## Eindklassement
| rang   | schaatsster          | 1e 500m | 1e 1000m | 2e 500m | 2e 1000m | puntentotaal |
| ------ | -------------------- | ------- | -------- | ------- | -------- | ------------ |
| Goud   | Margot Boer          | 1       | 3        | 2       | 2        | 158.735      |
| Zilver | Natasja Bruintjes    | 2       | 5        | 4       | 4        | 159.740      |
| Brons  | Laurine van Riessen  | 3       | 4        | 6       | 5        | 160.515      |
| 4      | Marrit Leenstra      | 5       | 2        | 8       | 1        | 160.605      |
| 5      | Paulien van Deutekom | 8       | 1        | 12      | 3        | 161.270      |
| 6      | Anice Das            | 11      | 10       | 7       | 6        | 162.910      |
| 7      | Wieteke Cramer       | 9       | 8        | 9       | 7        | 162.950      |
| 8      | Frederika Buwalda    | 6       | 11       | 10      | 8        | 163.025      |
| 9      | Mayon Kuipers        | 4       | 19       | 5       | 14       | 164.505      |
| 10     | Marit Dekker         | 14      | 17       | 11      | 12       | 165.025      |

Complete Einduitslag (pdf formaat)[dode link]

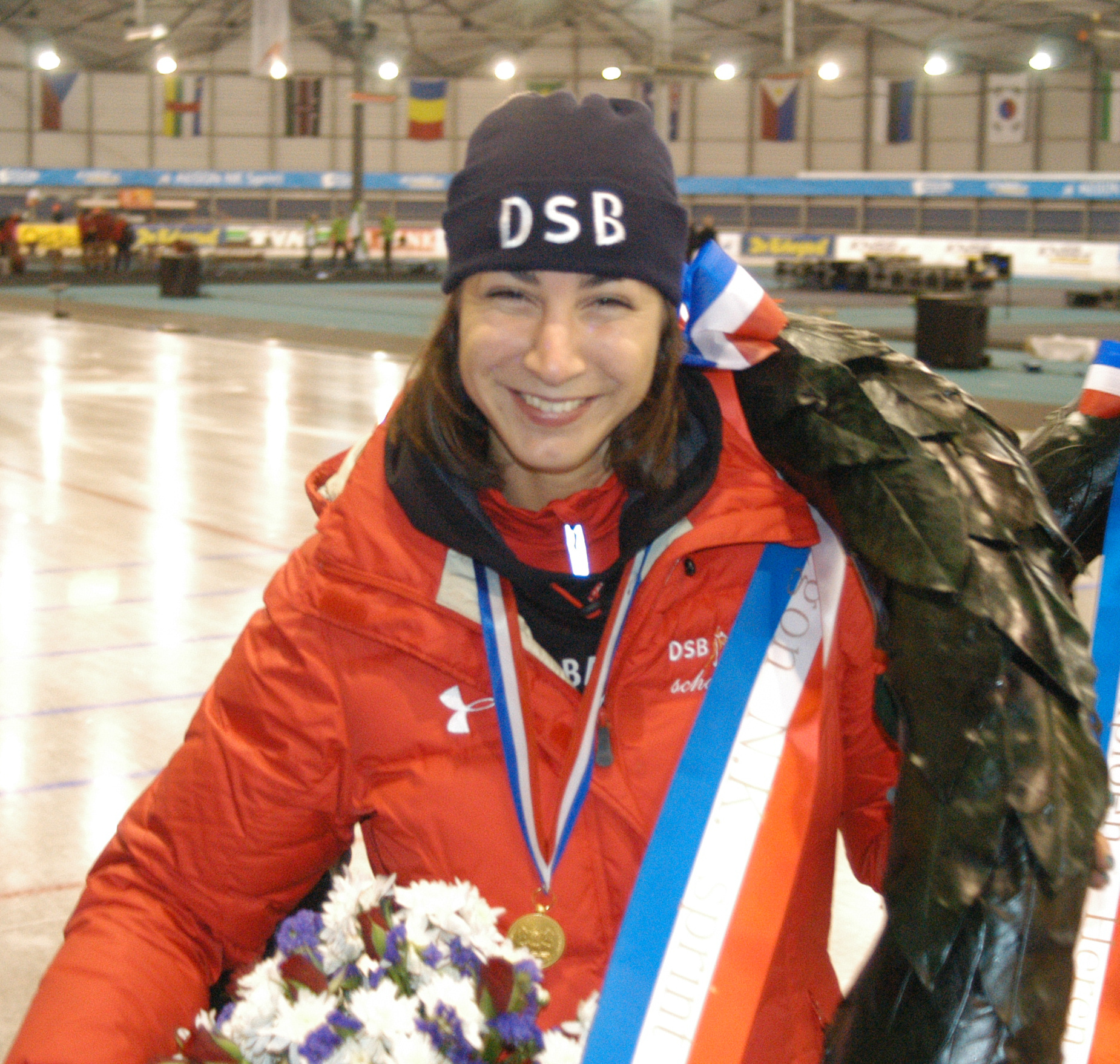
Boer kampioen bij de vrouwen

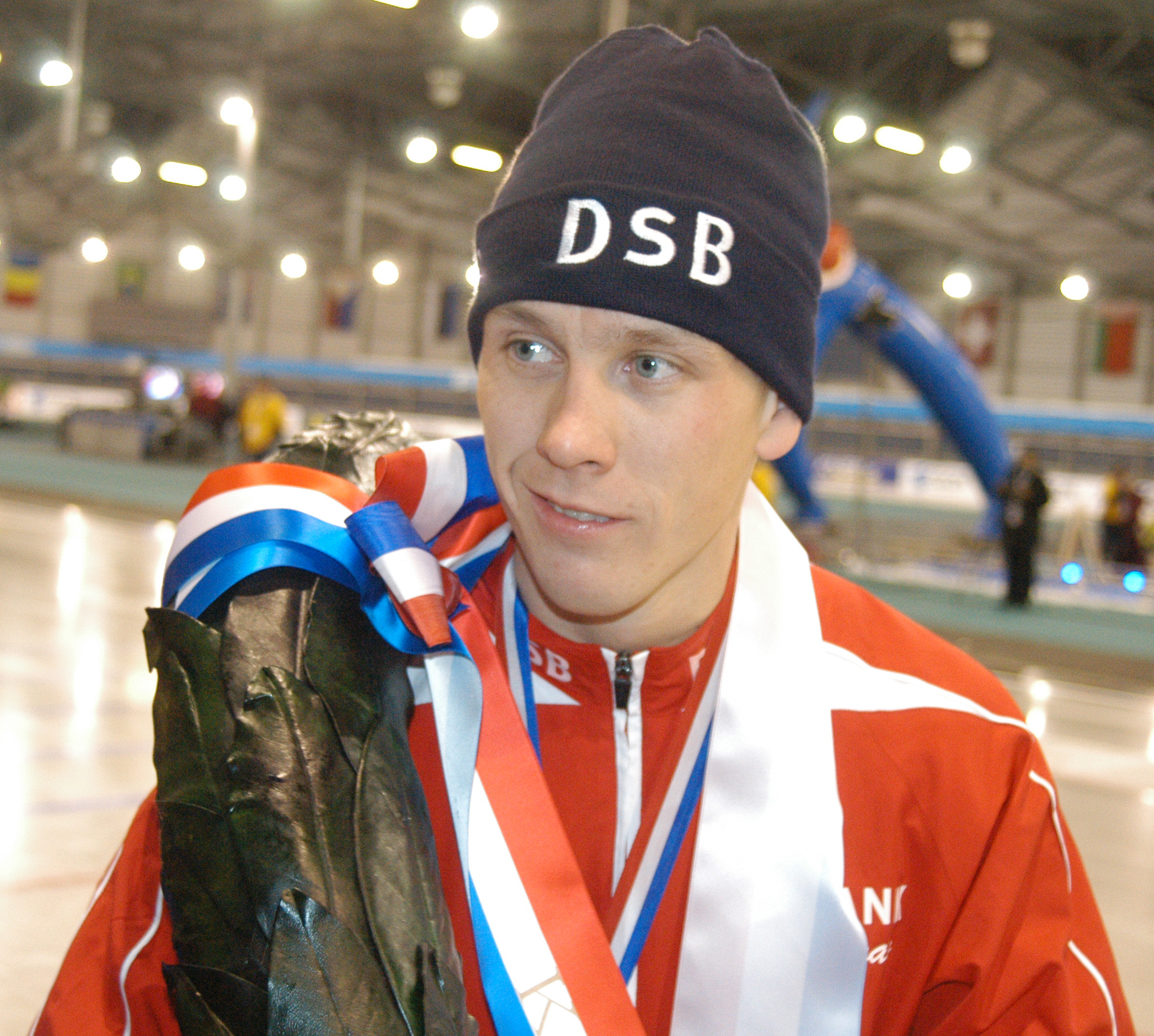
Groothuis kampioen bij de mannen

Voor het WK Sprint hebben Margot Boer, Natasja Bruintjes en Laurine van Riessen zich gekwalificeerd. Ook Annette Gerritsen heeft zich gekwalificeerd vanwege haar beschermde status.
| rang   | schaatser        | 1e 500m | 1e 1000m | 2e 500m | 2e 1000m | puntentotaal |
| ------ | ---------------- | ------- | -------- | ------- | -------- | ------------ |
| Goud   | Stefan Groothuis | 1       | 1        | 4       | 1        | 142.150      |
| Zilver | Erben Wennemars  | 5       | 2        | 6       | 3        | 143.265      |
| Brons  | Mark Tuitert     | 10      | 3        | 3       | 2        | 143.380      |
| 4      | Jan Bos          | 3       | 4        | 7       | 4        | 143.460      |
| 5      | Simon Kuipers    | 6       | 5        | 2       | 9        | 144.020      |
| 6      | Beorn Nijenhuis  | 9       | 7        | 5       | 6        | 144.210      |
| 7      | Sjoerd de Vries  | 7       | 6        | 12      | 5        | 144.580      |
| 8      | Lars Elgersma    | 8       | 8        | 10      | 7        | 145.025      |
| 9      | Ronald Mulder    | 4       | 15       | 8       | 10       | 145.155      |
| 10     | Jan Smeekens     | 2       | 17       | 1       | 17       | 145.350      |

Complete Einduitslag (pdf formaat)[dode link]
Voor het WK Sprint hebben Stefan Groothuis, Erben Wennemars en Mark Tuitert zich gekwalificeerd. Ook Simon Kuipers heeft zich gekwalificeerd vanwege zijn beschermde status.